# Веселка (журнал, Пряшів)
«Веселка» — дитячий часопис, який видає у Пряшеві, Словаччика, Союз русинів-українців СР.
Виходить з 1951 року. До 1968 року — виходив під назвою «Піонерська газета». 
Головний редактор — Іван Яцканин.
Виходить 10 разів на рік.